# Георги Митов (монах)
Вижте пояснителната страница за други личности с името Георги Митов.
Георги Митов e български католически свещеник, конвентуалец.

## Биография
Георги Петров Митов е роден на 9 януари 1916 г. в село Балтаджии (днес кв. Секирово на град Раковски). Баща му е убит на фронта. Майка му се жени повторно и по-късно се разболява. За него се грижи неговия чичо – Арсен Митов. След завършване на началното си образование, Георги заминава за Италия и завършва средното си образование в Бреша и Сполето. Полага вечните си обети в Асизи на 30 март 1937 г. На 25 март 1937 г. е назначен за свещеник в гробницата на Серафичния отец Франциск.
По молба на епископ Кирил Куртев се завръща в България през 1942 г. и е назначен за енорист в енорията „Успение Богородично“ в село Покрован. През 1952 г. той е арестуван, обвинен в диверсионна дейност и осъден на 10 години лишаване от свобода по „големия“ католически процес. Енорийският дом е конфискуван.
След пускането му от затвора след 9 години, той е назначен за свещеник в енорията „Свети Йосиф“ в Правдино. През 1980 г. получава разрешение да замине за Рим да се лекува. Той е един от първите хора, приети от папа Йоан Павел II на аудиенция през 1980 г.
Завръща се в Правдино и през месец март 1981 г. пътува до родното си място за да участва в проповед на Пасхалната тридница, където умира на 29 март 1981 г.